# Pohřebiště belgických panovníků

Velký znak Belgického království

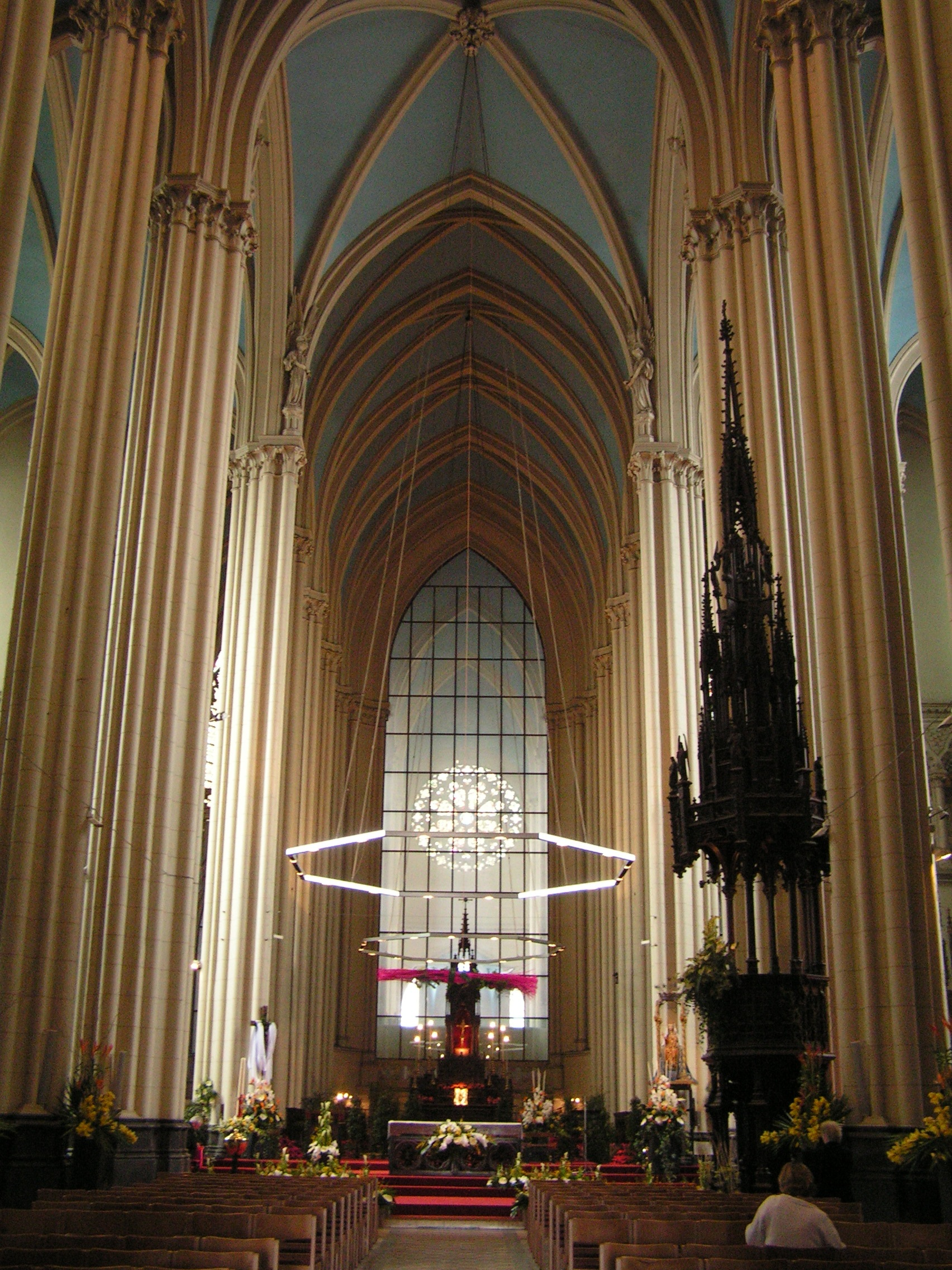
Kostel Panny Marie v Laekenu

Belgie je království od roku 1830. Všichni belgičtí králové byli pohřbeni v rodinné hrobce v bruselském Lakenu.
| Jméno                                | Doba života | Místo pohřbení                                           |
| ------------------------------------ | ----------- | -------------------------------------------------------- |
| Leopold I.                           | 1790–1865   | Královská krypta kostela Panny Marie v bruselském Lakenu |
| Šarlota Augusta Hannoverská          | 1796–1817   | Kaple sv. Jiří na zámku Windsor                          |
| Luisa Marie Orleánská                | 1812–1850   | Královská krypta kostela Panny Marie v bruselském Lakenu |
| Leopold II.                          | 1835–1909   | Královská krypta kostela Panny Marie v bruselském Lakenu |
| Marie Jindřiška Habsbursko-Lotrinská | 1836–1902   | Královská krypta kostela Panny Marie v bruselském Lakenu |
| Blanche Zélia Joséphine Delacroix    | 1883–1948   | Hřbitov Père-Lachaise v Paříži                           |
| Albert I.                            | 1875–1934   | Královská krypta kostela Panny Marie v bruselském Lakenu |
| Alžběta Bavorská                     | 1876–1965   | Královská krypta kostela Panny Marie v bruselském Lakenu |
| Leopold III.                         | 1901–1983   | Královská krypta kostela Panny Marie v bruselském Lakenu |
| Astrid Švédská                       | 1905–1935   | Královská krypta kostela Panny Marie v bruselském Lakenu |
| Mary Lilian Baels                    | 1916–2002   | Královská krypta kostela Panny Marie v bruselském Lakenu |
| Princ-regent Karel                   | 1903–1983   | Královská krypta kostela Panny Marie v bruselském Lakenu |
| Král Baudouin I.                     | 1930–1993   | Královská krypta kostela Panny Marie v bruselském Lakenu |
| Fabiola Mora y Aragón                | 1928–2014   | Královská krypta kostela Panny Marie v bruselském Lakenu |